# Huenteao
El Abuelito Huenteao, también conocido como Abuelito o Taita Huentellao, Huentreao, Wenteyao o Huentiao, es un ser muy importante dentro de la mitología huilliche; se le considera como un mediador entre el pueblo Huilliche y sus divinidades.
Hoy en día Huenteao es roca, isla, templo y "refugio", presente como islas roca ubicado en Pucatrihue, Comuna de San Juan de la Costa, Provincia de Osorno, Chile, en donde destaca una de ellas con una forma similar a la Portada de Antofagasta. Se dice que antiguamente se podía llegar a pie hasta el santuario, ya que el agua no era muy profunda.

## Leyenda
Según la leyenda huilliche, Huenteao era un joven huilliche que estaba casado y tenía un hijo. Cuenta la mitología que todo empezó un día que Huenteao llega junto a sus hermanos desde la precordillera de la Costa a la caleta de Pucatrihue como marero. En este viaje Huenteao se encontraba muy triste porque había peleado con su hijo. Entonces empezó a caminar solo y mientras lo hacía pensaba en Dios, y se preguntaba "¿cómo me podrían otorgar un poder aquí en el mar?". Sus hermanos observan preocupados este comportamiento extraño y aislado. Y así fue que en el tercer viaje que realizaron al mar, Huenteao desapareció en unas de estas caminatas solitarias. Sus hermanos preocupados lo buscaron y al no  hallarlo avisaron de la tragedia a su familia e hicieron un machitún por él, sin resultados. El hijo angustiado habría seguido buscando a su padre, encontrándolo en la playa de Pucatrihue. Al verlo, se habría disculpado por la pelea inicial y le habría rogado que volviera a casa, a lo que Huenteao se negó diciendo que se quedaría en este lugar en el que se encontraba muy bien. 
Se dice que al año siguiente, al volver el hijo y los hermanos de Huenteao a la playa de Pucatrihue, al mirar hacia al mar vieron aparecer a Huenteao sobre una rocas sentado en una silla de oro, teniendo a su lado a una linda mujer con cabellos color oro. Al darse cuenta de que los observaban la mujer se zambulló en el agua y Huenteao se levantó y se dirigió finalmente a su casa. Al llegar a ella, Huenteao habría hablado con su mujer y con toda la familia, diciendo: "vengo a despedirme de todos ustedes porque me voy, y ya no me van a ver nunca más"; y luego de eso salió de su casa y se fue. Los hermanos sorprendidos por lo sucedido, habrían ido a buscar a la Machi; y el hijo habría seguido a su padre, encontrándolo nuevamente en las rocas de la isla de Pucatrihue, en una cueva junto a la bella mujer que había visto anteriormente, pero esta vez como ella le daba la espalda, no podía ver su cara. Al ver a su hijo, Huenteao dijo a la mujer que preparara algo de comer para él; a lo que ella asintió. A continuación la mujer tomó un cántaro de greda y se fue a buscar agua para preparar la comida. Como la mujer tardaba en regresar, Huenteao y su hijo salieron a buscarla, pero solo encontraron el cántaro a la orilla de la playa. Al hijo le extrañó que su padre no estuviera preocupado por la mujer, por lo que le preguntó si sabía qué le había pasado; a lo que Huenteao respondió que ella habría tenido que ir a su casa. Dónde queda esa casa preguntó el hijo, y Huenteao respondió "ella vive adentro, en el mar, ya que ella es una Sumpall". Preocupado el hijo le pidió nuevamente a su padre que volviera a casa, a lo que Huenteao respondió "esta es mi nueva casa"; y como no pudo convencerlo debió volver solo junto a su madre y familia. Cuando el hijo estaba comenzando el viaje de retorno llegaron los hermanos de Huenteao junto a la Machi. Al ver a la Machi, el hijo contó lo sucedido, a lo que la Machi respondió "lo que ha sucedido es que Huenteao tomó el poder del mar". Desde ese momento, Huenteao se metamorfoseó en un héroe mítico, "encantado", que habita en el roquerío (isla y santuario) en el mar de Pucatrihue, provincia de Osorno, para estar presente por toda la eternidad, héroe que los huilliches reconocen como un santo que ayuda a su pueblo.
Como agradecimiento al sacrificio de quedarse en el mar, la mujer le habría dado al joven huilliche el don de ser el dueño del mar, para que así pudiera brindar a su pueblo bienestar, teniendo el poder de otorgar los recursos marinos, el buen clima, y la fuerza espiritual para soportar las precarias condiciones de vida del lugar. Bendiciones con las cuales su pueblo habría logrado "la victoria" en la guerra con los españoles.

## Su papel en la religión Huilliche
Frente a las rocas isla del Abuelito Huenteao, algunas comunidades de San Juan de la Costa inician o concluyen el nguillatún visitando este lugar sagrado. Ahí se le pide permiso a Huenteao para realizar el nguillatún; y los comuneros encienden un fuego, junto al cual se entierra una rama de triwe (laurel chileno). Sobre ambos dejarán caer arroz, harina, mudai y otras ofrendas destinadas a que el Abuelito interceda por ellos ante el dios Chaotroquin. La oración es una invocación que comienza con el llamado a Chaotroquin, a la mamita Virgen, a los Pucatrihuekeche y sólo después de estas tres instancias (o al menos de las dos primeras) aparece la figura del Abuelito Huenteao, a quien sigue el Sargento Millalicán.
Por otro lado, cuando no se obedecen las leyes del Admapu, se dice que a las comunidades se les caerá el Wechantun (pobreza ), o el Canillo, y se tapará el sol de oscuridad o lloverá en demasía. En este caso la comunidad debe conversar con el abuelito Huenteao, para así restablecer el equilibrio del Lofche (comunidad). Igualmente en algunas circunstancias, cuando existe un desequilibrio en la naturaleza (ñukekutralwe), se recurre a una ceremonia denominada lepun o Lepuntun; donde la comunidad expulsa con colihues y afafan (gritos) a los "espíritus malignos" que han causado diversas plagas, o cuando ciertos aspirantes a machi quedan encerrados en las "rocas isla de Pucatrihue" y no pueden salir a tierra porque no se han respetado los espacios sagrados.

### Culto en Chiloé
Alrededor de 1935 un grupo de caciques huilliches habría llevado la veneración por el Abuelito Huenteao a la región sur de la Isla Grande de Chiloé. Allí es mentado principalmente como Abuelito Huentreao, y se le dedica una rogativa o lepún. En esta ceremonia, de marcado carácter sincrético también se invoca al inca Atahualpa y un personaje femenino denominado Blancaflor.